# Mistrzostwa Europy w Piłce Nożnej Kobiet 2009
Mistrzostwa Europy w Piłce Nożnej Kobiet 2009 (oficjalna nazwa UEFA Women’s EURO 2009 lub 2009 UEFA Women’s Championship) odbyły się w dniach 23 sierpnia – 10 września w Finlandii, której przyznano organizację w lipcu 2006. Mistrzyniami Europy zostały obrończynie tytułu – Niemki, które w finale pokonały reprezentację Anglii. Królową strzelczyń mistrzostw została Inka Grings, zdobywczyni 6 bramek.
Mecze Mistrzostw Europy w Polsce transmitowała komercyjna stacja Eurosport. W mistrzostwach po raz pierwszy wzięło udział 12 drużyn narodowych (poprzednio 8) podzielone na 3 grupy.

## Kwalifikacje
Kwalifikacje do mistrzostw miały przebieg dwu fazowy. W pierwszej z nich mecze rozgrywały najsłabsze drużyny Europy. Uczestniczyło w nich 20 zespołów, które podzielone zostały na 5 grup po 4 zespoły. Zwycięzca każdej z grup zakwalifikował się do drugiej fazy eliminacji. W drugiej fazie uczestniczyło 30 drużyn (5 z pierwszej fazy + 25 rozstawionych), które zostały podzielone na sześć grup po pięć drużyn. Zwycięzca grupy awansował bezpośrednio do mistrzostw, zaś zespoły z drugich miejsc oraz cztery najlepsze z trzecich miejsc walczyły w barażach o awans na mistrzostwa. Reprezentacja Finlandii, jako gospodarz, nie musiała uczestniczyć w eliminacjach. Do mistrzostw zakwalifikowały się następujące zespoły:
| - Finlandia (gospodarze) - Anglia - Szwecja - Francja |  | - Niemcy - Dania - Norwegia - Islandia |  | - Włochy - Holandia - Rosja - Ukraina |

## Stadiony
Mecze odbyły się na pięciu stadionach w czterech fińskich miastach:
- Stadion Olimpijski w Helsinkach o pojemności 40 000 miejsc był największym stadionem turnieju i jednocześnie jest największym stadionem w kraju. Stadion ten był dotychczas miejscem zmagań letnich Igrzysk Olimpijskich w 1952 roku, mistrzostw świata w lekkoatletyce w 1983 oraz 2005 roku. Na tym stadionie swoje mecze rozgrywa również męska reprezentacja Finlandii w piłce nożnej[1].
- Finnair Stadium to drugie miejsce znajdujące się w Helsinkach, na którym odbyły się mistrzostwa. Stadion otwarty został w 2000 roku. Może na nim zasiąść 10 770 widzów. Na co dzień swoje mecze rozgrywa tutaj klub HJK Helsinki. W roku 2003 odbyło się tutaj 10 meczów mistrzostw świata w piłce nożnej mężczyzn do lat 17 w tym mecz finałowy. Podczas turnieju istniejąca sztuczna murawa zostanie wymieniona na naturalną[2].
- Lahden Stadion o pojemności 14 465 miejsc był trzecim pod względem wielkości stadionem mistrzostw. Stadion został wybudowany w 1981 roku, a w 2003 roku został poddany modernizacji. Właścicielem obiektu jest miasto Lahti, a na co dzień swoje mecze rozgrywa tu klub piłkarski FC Lahti. Niedaleko stadionu znajduje się kompleks skoczni Salpausselkä[3].
- Ratinan Stadion o pojemności 17 000 miejsc był drugim co do wielkości stadion mistrzostw. Obiekt zbudowany w 1965 roku, a w 2004 został z remontowany. Użytkownikiem stadionu jest klub Tampere United, czasami swoje mecze rozgrywa tutaj męska reprezentacja Finlandii. Architektekt stadionu – Yrjö Lindegren zdobył w 1948 roku złoty medal w Olimpijskich Konkursie Sztuki i Literatury[4].
- Veritas Stadion był najmniejszym stadion mistrzostw. Domowy stadion drużyn Turun Palloseura i Inter Turku oferuje 9 000 siedzisk. Obiekt został zbudowany w 1952 roku, a w 2003 roku został z remontowany[5].

| Helsinki                                 | Helsinki                                       | Turku                                | Tampere                                        | Lahti                                |
| ---------------------------------------- | ---------------------------------------------- | ------------------------------------ | ---------------------------------------------- | ------------------------------------ |
| Stadion Olimpijski Liczba miejsc: 40 000 | Finnair Stadium Liczba miejsc: 10 770          | Veritas Stadion Liczba miejsc: 9 000 | Ratinan Stadion Liczba miejsc: 17 000          | Lahden Stadion Liczba miejsc: 14 465 |
|                                          |                                                |                                      |                                                |                                      |
| 4 mecze fazy grupowej Finał              | 3 mecze fazy grupowej 1 ćwierćfinał 1 półfinał | 4 mecze fazy grupowej 1 ćwierćfinał  | 4 mecze fazy grupowej 1 ćwierćfinał 1 półfinał | 3 mecze fazy grupowej 1 ćwierćfinał  |

## Sędzie
UEFA wybrała dziewięć sędzi głównych, 12 asystentek oraz trzy sędzie techniczne
| Główne | Asystentki | Techniczne                                               |
| --- | --- | -------------------------------------------------------- |
| - Natalja Awdonczenko - Dagmar Damkova - Cristina Dorcioman - Gyöngyi Krisztina Gaál - Kirsi Heikkinen - Alexandra Ihringova - Kateryna Monsul - Jenny Palmqvist - Bibiana Steinhaus | - Ella de Vries - Helen Karo - Judit Kulcsár - Corinne Lagrange - Mária Lisická - Tonja Paavola - Lada Rojc - Romina Santuari - Hege Steinlund - María Luisa Villa Gutiérrez - Natalie Walker - Marina Wozniak | - Efthalia Mitsi - Christina Pedersen - Julia Medwedjewa |

## Losowanie grup
18 listopada 2008 roku o godzinie 14 czasu miejscowego w hali Finlandia w Helsinkach zostało przeprowadzone losowanie grup. 12 drużyn zostało podzielone na trzy koszyki. W pierwszym znalazły się reprezentacje: Finlandii (gospodynie turnieju), Niemiec (obrończynie tytułu) oraz Szwecji (najlepsza drużyna kwalifikacji), w drugim: Dania, Anglia, Francja oraz Norwegia – te drużyny zwyciężyły grupy eliminacyjne, zaś w trzecim znalazły się pozostałe reprezentacje: Islandia, Włochy, Holandia, Rosja i Ukraina.
Na podstawie losowania wyznaczono następujące grupy:
- Grupa A: Finlandia, Dania, Holandia, Ukraina
- Grupa B: Niemcy, Norwegia, Francja, Islandia
- Grupa C: Anglia, Szwecja, Włochy, Rosja

## Faza Grupowa
Do Fazy Pucharowej awansowały drużyny z dwóch pierwszych miejsc z każdej z grup oraz dwie najlepsze drużyny z miejsc trzecich.

### Grupa A
| Zespół    | Pkt | M | W | R | P | Br+ | Br− | +/− |
| --------- | --- | - | - | - | - | --- | --- | --- |
| Finlandia | 6   | 3 | 2 | 0 | 1 | 3   | 2   | +1  |
| Holandia  | 6   | 3 | 2 | 0 | 1 | 5   | 3   | +2  |
| Dania     | 3   | 3 | 1 | 0 | 2 | 3   | 4   | -1  |
| Ukraina   | 3   | 3 | 1 | 0 | 2 | 2   | 4   | -2  |

| 23 sierpnia 2009 13:45 CEST | Ukraina | 0:2raport | Holandia · van de Ven 5' · Stevens 9' | Veritas Stadion, Turku · Widzów: 2 671 · Sędzia: Cristina Dorcioman Rumunia |
|                             |         |           |                                       |                                                                             |

| 23 sierpnia 2009 18:30 CEST | Finlandia · Saari 49' | 1:00:0raport | Dania | Stadion Olimpijski, Helsinki · Widzów: 16 324 · Sędzia: Dagmar Damkova Czechy |
|                             |                       |              |       |                                                                               |

| 26 sierpnia 2009 16:30 CEST | Ukraina · Apanaszczenko 63' | 1:20:0raport | Dania · Sand Andersen 49' · Pape 87' | Finnair Stadium, Helsinki · Widzów: 1 372 · Sędzia: Gyöngyi Krisztina Gaal Węgry |
|                             |                             |              |                                      |                                                                                  |

| 26 sierpnia 2009 19:00 CEST | Holandia · van de Ven 25' | 1:21:1raport | Finlandia · Österberg Kalmari 7' 69' | Stadion Olimpijski, Helsinki · Widzów: 16 148 · Sędzia: Jenny Palmqvist Szwecja |
|                             |                           |              |                                      |                                                                                 |

| 29 sierpnia 2009 16:30 CEST | Finlandia | 0:10:0raport | Ukraina · Pekur 69' | Stadion Olimpijski, Helsinki · Widzów: 15 138 · Sędzia: Natalja Awdonczenko Rosja |
|                             |           |              |                     |                                                                                   |

| 29 sierpnia 2009 16:30 CEST | Dania · J. Rasmussen 71' | 1:20:0raport | Holandia · Smit 58' · Melis 66' | Lahden Stadion, Lahti · Widzów: 1 712 · Sędzia: Jenny Palmqvist Szwecja |
|                             |                          |              |                                 |                                                                         |

### Grupa B
| Zespół   | Pkt | M | W | R | P | Br+ | Br− | +/− |
| -------- | --- | - | - | - | - | --- | --- | --- |
| Niemcy   | 9   | 3 | 3 | 0 | 0 | 10  | 1   | +9  |
| Francja  | 4   | 3 | 1 | 1 | 1 | 5   | 7   | -2  |
| Norwegia | 4   | 3 | 1 | 1 | 1 | 2   | 5   | -3  |
| Islandia | 0   | 3 | 0 | 0 | 3 | 1   | 5   | -4  |

| 24 sierpnia 2009 16:00 CEST | Niemcy · Bresonik 33' (k.) · Bajramaj 90' 90+4' · Mittag 90+2' | 4:01:0raport | Norwegia | Ratina Stadion, Tampere · Widzów: 6 552 · Sędzia: Alexandra Ihringova Anglia |
|                             |                                                                |              |          |                                                                              |

| 24 sierpnia 2009 19:00 CEST | Islandia · Magnusdottir 6' | 1:31:1raport | Francja · Abily 18' (k.) · Bompastor 53' (k.) · Nécib 67' | Ratina Stadion, Tampere · Widzów: 1 460 · Sędzia: Natalja Awdonczenko Rosja |
|                             |                            |              |                                                           |                                                                             |

| 27 sierpnia 2009 16:30 CEST | Francja · Thiney 51' | 1:50:3raport | Niemcy · Grings 9' · Krahn 17' · Behringer 45+1' · Bresonik 47' (k.) · Laudehr 90+1' | Ratina Stadion, Tampere · Widzów: 3 331 · Sędzia: Kateryna Monzul Ukraina |
|                             |                      |              |                                                                                      |                                                                           |

| 27 sierpnia 2009 19:00 CEST | Islandia | 0:1raport | Norwegia · Pedersen 45' | Lahden Stadion, Lahti · Widzów: 1 399 · Sędzia: Cristina Dorcioman Rumunia |
|                             |          |           |                         |                                                                            |

| 30 sierpnia 2009 15:00 CEST | Niemcy · Grings 50' | 1:00:0raport | Islandia | Ratina Stadion, Tampere · Widzów: 3 101 · Sędzia: Kirsi Heikkinen Finlandia |
|                             |                     |              |          |                                                                             |

| 30 sierpnia 2009 15:00 CEST | Norwegia · Storløkken 4' | 1:1raport | Francja · Abily 16' | Finnair Stadium, Helsinki · Widzów: 1 537 · Sędzia: Alexandra Ihringova Anglia |
|                             |                          |           |                     |                                                                                |

### Grupa C
| Zespół  | Pkt | M | W | R | P | Br+ | Br− | +/− |
| ------- | --- | - | - | - | - | --- | --- | --- |
| Szwecja | 7   | 3 | 2 | 1 | 0 | 6   | 1   | +5  |
| Włochy  | 6   | 3 | 2 | 0 | 1 | 4   | 3   | +1  |
| Anglia  | 4   | 3 | 1 | 1 | 1 | 5   | 5   | 0   |
| Rosja   | 0   | 3 | 0 | 0 | 3 | 2   | 8   | -6  |

| 25 sierpnia 2009 16:30 CEST | Anglia · Williams 38' (k.) | 1:2raport | Włochy · Panico 56' · Tuttino 82' | Lahden Stadion, Lahti · Widzów: 2 950 · Sędzia: Bibiana Steinhaus Niemcy |
|                             |                            |           |                                   |                                                                          |

| 25 sierpnia 2009 19:00 CEST | Szwecja · Rohlin 5' · Svensson 15' · Seger 81' | 3:02:0raport | Rosja | Veritas Stadion, Turku · Widzów: 4 697 · Sędzia: Kirsi Heikkinen Finlandia |
|                             |                                                |              |       |                                                                            |

| 28 sierpnia 2009 16:30 CEST | Włochy | 0:2raport | Szwecja · Schelin 9' · Asllani 19' | Veritas Stadion, Turku · Widzów: 5 947 · Sędzia: Bibiana Steinhaus Niemcy |
|                             |        |           |                                    |                                                                           |

| 28 sierpnia 2009 19:00 CEST | Anglia · Carney 24' · Aluko 32' · Smith 42' | 3:2raport | Rosja · Cybutowicz 2' · Kuroczkina 22' | Finnair Stadium, Helsinki · Widzów: 1 462 · Sędzia: Dagmar Damkova Czechy |
|                             |                                             |           |                                        |                                                                           |

| 31 sierpnia 2009 18:00 CEST | Rosja | 0:20:0raport | Włochy · Gabbiadini 77' · Zorri 90+3' | Stadion Olimpijski, Helsinki · Widzów: 1 112 · Sędzia: Gyöngyi Krisztina Gaal Węgry |
|                             |       |              |                                       |                                                                                     |

| 31 sierpnia 2009 18:00 CEST | Szwecja · Sandell Svensson 40'(k.) | 1:1raport | Anglia · White 28' | Veritas Stadion, Turku · Widzów: 6 142 · Sędzia: Kateryna Monzul Ukraina |
|                             |                                    |           |                    |                                                                          |

### Klasyfikacja trzecich
| Zespół   | Pkt | M | W | R | P | Br+ | Br− | +/− |
| -------- | --- | - | - | - | - | --- | --- | --- |
| Anglia   | 4   | 3 | 1 | 1 | 1 | 5   | 5   | 0   |
| Norwegia | 4   | 3 | 1 | 1 | 1 | 2   | 5   | -3  |
| Dania    | 3   | 3 | 1 | 0 | 2 | 3   | 4   | -1  |

## Faza pucharowa

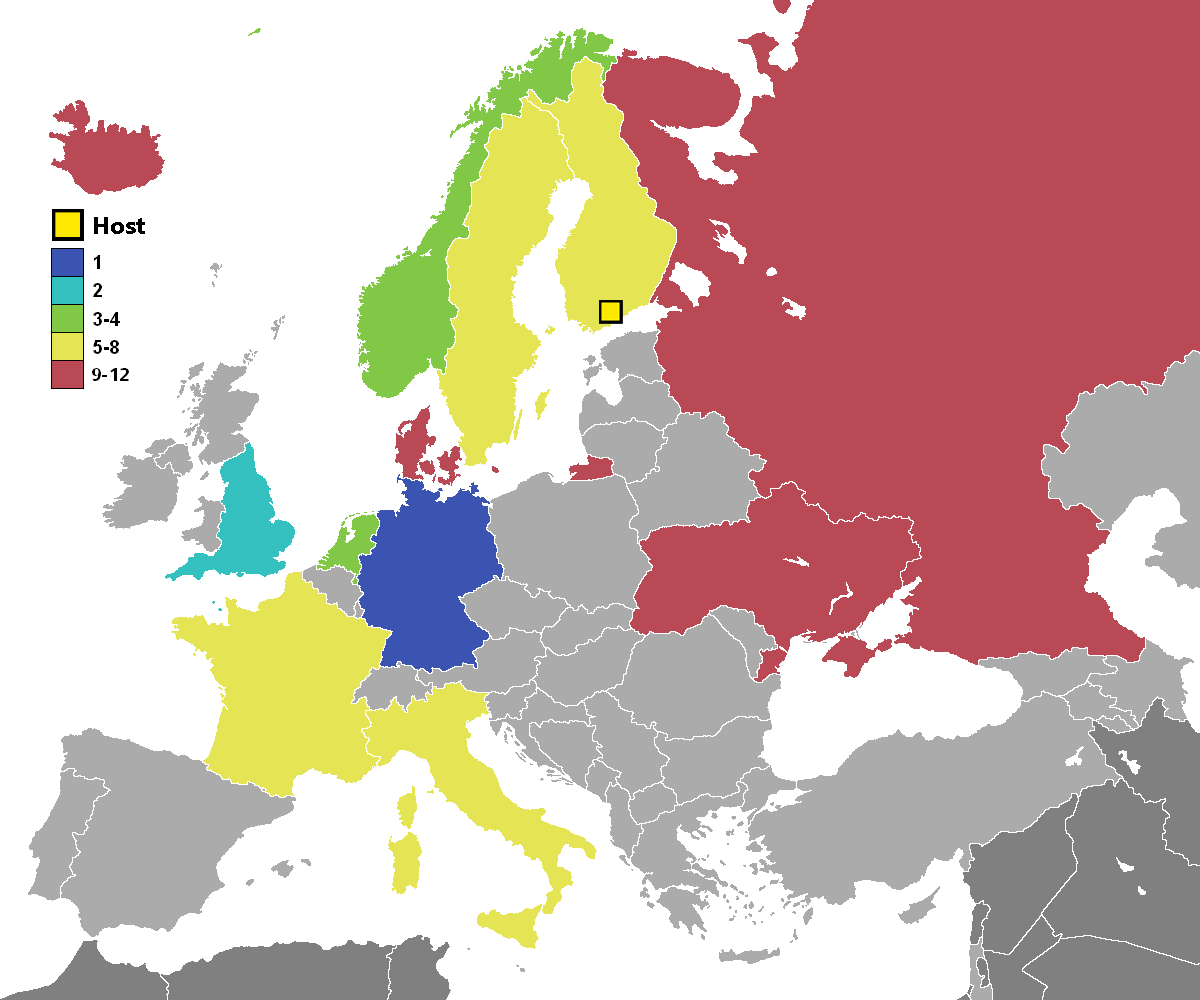
Miejsca zajęte przez poszczególne reprezentacje

|  |                            |             |                            |                           |   |          |                             |          |  |  |       |       |       |
|  | Ćwierćfinał                | Ćwierćfinał | Ćwierćfinał                |                           |   | Półfinał | Półfinał                    | Półfinał |  |  | Finał | Finał | Finał |
|  | Ćwierćfinał                | Ćwierćfinał | Ćwierćfinał                |                           |   | Półfinał | Półfinał                    | Półfinał |  |  | Finał | Finał | Finał |
|  | 3 września 2009 – Turku    |             |                            |                           |   |          |                             |          |  |  |       |       |       |
|  |                            |             |                            |                           |   |          |                             |          |  |  |       |       |       |
|  | Finlandia                  | Finlandia   | 2                          |                           |   |          |                             |          |  |  |       |       |       |
|  | Finlandia                  | Finlandia   | 2                          | 6 września 2009 – Tampere |   |          |                             |          |  |  |       |       |       |
|  | Anglia                     | Anglia      | 3                          |                           |   |          |                             |          |  |  |       |       |       |
|  | Anglia                     | Anglia      | 3                          |                           |   | Anglia   | Anglia                      | 2        |  |  |       |       |       |
|  | 3 września 2009 – Tampere  |             |                            |                           |   | Anglia   | Anglia                      | 2        |  |  |       |       |       |
|  |                            |             | Holandia                   | Holandia                  | 1 |          |                             |          |  |  |       |       |       |
|  | Holandia                   | Holandia    | Holandia                   | Holandia                  | 1 | 0 (5)    |                             |          |  |  |       |       |       |
|  | Holandia                   | Holandia    |                            |                           |   | 0 (5)    | 10 września 2009 – Helsinki |          |  |  |       |       |       |
|  | Francja                    | Francja     | 0 (4)                      |                           |   |          |                             |          |  |  |       |       |       |
|  | Francja                    | Francja     | 0 (4)                      |                           |   | Anglia   | Anglia                      | 2        |  |  |       |       |       |
|  | 4 września 2009 – Lahti    |             |                            |                           |   | Anglia   | Anglia                      | 2        |  |  |       |       |       |
|  |                            |             | Niemcy                     | Niemcy                    | 6 |          |                             |          |  |  |       |       |       |
|  | Niemcy                     | Niemcy      | Niemcy                     | Niemcy                    | 6 | 2        |                             |          |  |  |       |       |       |
|  | Niemcy                     | Niemcy      | 7 września 2009 – Helsinki |                           |   | 2        |                             |          |  |  |       |       |       |
|  | Włochy                     | Włochy      | 1                          |                           |   |          |                             |          |  |  |       |       |       |
|  | Włochy                     | Włochy      | 1                          |                           |   | Niemcy   | Niemcy                      | 3        |  |  |       |       |       |
|  | 4 września 2009 – Helsinki |             |                            |                           |   | Niemcy   | Niemcy                      | 3        |  |  |       |       |       |
|  |                            |             | Norwegia                   | Norwegia                  | 1 |          |                             |          |  |  |       |       |       |
|  | Szwecja                    | Szwecja     | Norwegia                   | Norwegia                  | 1 | 1        |                             |          |  |  |       |       |       |
|  | Szwecja                    | Szwecja     |                            |                           |   |          |                             |          |  |  |       |       |       |
|  | Norwegia                   | Norwegia    | 3                          |                           |   |          |                             |          |  |  |       |       |       |
|  | Norwegia                   | Norwegia    | 3                          |                           |   |          |                             |          |  |  |       |       |       |

### Ćwierćfinały
| 3 września 2009 15:00 CEST | Finlandia · Sjölund 66' · Sällström 79' | 2:30:1raport | Anglia · Aluko 15' 67' · Williams 49' | Veritas Stadion, Turku Widzów: 7 247 Sędzia: Dagmar Damkova |
|                            |                                         |              |                                       |                                                             |

| 3 września 2009 19:00 CEST | Holandia · Karin Stevens · Manon Melis · Annemieke Kiesel-Griffioen · Sylvia Smit · Daphne Koster · Dyanne Bito · Anouk Hoogendijk | 0:0 k. 5:40:0, 0:0raport | Francja · Sandrine Soubeyrand · Camille Abily · Amandine Henry · Eugénie Le Sommer · Corine Franco · Ophélie Meilleroux · Candie Herbert | Ratina Stadion, Tampere Widzów: 2 766 Sędzia: Kirsi Heikkinen |
|                            | |                          | |                                                               |

| 4 września 2009 15:00 CEST | Niemcy · Grings 4' 47' | 2:11:0raport | Włochy · Panico 63' | Lahden Stadion, Lahti Widzów: 1 866 Sędzia: Jenny Palmqvist |
|                            |                        |              |                     |                                                             |

| 4 września 2009 19:00 CEST | Szwecja · Sandell Svensson 80' | 1:30:2raport | Norwegia · Segerström 39' (sam.) · Giske 45' · Pedersen 60' | Finnair Stadium, Helsinki Widzów: 1 708 Sędzia: Bibiana Steinhaus |
|                            |                                |              |                                                             |                                                                   |

### Półfinały
| 6 września 2009 18:00 CEST | Anglia · K. Smith 61' · J. Scott 116' | 2:10:0, 1:1raport | Holandia · Pieëte 64' | Ratina Stadion, Tampere Widzów: 4 621 Sędzia: Gyöngyi Krisztina Gaál |
|                            |                                       |                   |                       |                                                                      |

| 7 września 2009 18:00 CEST | Niemcy · Laudehr 59' · Okoyino da Mbabi 61' · Bajramaj 90+3' | 3:10:1raport | Norwegia · Herlovsen 10' | Finnair Stadium, Helsinki Widzów: 2 765 Sędzia: Kirsi Heikkinen |
|                            |                                                              |              |                          |                                                                 |

### Finał
| 10 września 2009 18:00 CEST | Anglia · Carney 24' · K. Smith 55' | 2:61:2raport | Niemcy · Prinz 20' 76' · Behringer 22' · Kulig 51' · Grings 62' 73' | Stadion Olimpijski, Helsinki Widzów: 15 877 Sędzia: Dagmar Damkova |
|                             |                                    |              |                                                                     |                                                                    |

## Strzelczynie
| 6 goli - Inka Grings 3 gole - Eniola Aluko - Kelly Smith - Fatmire Bajramaj - Victoria Sandell Svensson 2 gole - Laura Österberg Kalmari - Camille Abily - Kirsten van de Ven - Birgit Prinz - Simone Laudehr - Linda Bresonik - Melanie Behringer - Fara Williams - Karen Carney - Patrizia Panico - Cecile Pedersen | 1 gol - Jill Scott - Faye White - Camilla Sand Andersen - Johanna Rasmussen - Maiken Pape - Maija Saari - Annica Sjölund - Linda Sällström - Sonia Bompastor - Louisa Nécib - Gaëtane Thiney - Marlous Pieëte - Karin Stevens - Sylvia Smit - Manon Melis - Holmfridur Magnusdottir - Annike Krahn - Célia Okoyino da Mbabi | - Kim Kulig - Anja Mittag - Anneli Giske - Isabell Herlovsen - Lene Storløkken - Ksenia Cybutowicz - Olesia Kuroczkina - Charlotte Rohlin - Caroline Seger - Lotta Schelin - Kosovare Asllani - Ludmyła Pekur - Daryna Apanaszczenko - Alessia Tuttino - Melania Gabbiadini - Tatiana Zorri gole samobójcze - Stina Segerström dla Norwegii |